# Erster Kontinentalkongress
Der Erste Kontinentalkongress war eine Versammlung von Delegierten, die von den regionalen Volksvertretungen der Dreizehn Kolonien in Britisch-Nordamerika 1774 ernannt wurden. Er tagte nur kurzzeitig und bereitete dann seinen Nachfolger vor, den Zweiten Kontinentalkongress, der den Amerikanischen Unabhängigkeitskrieg organisierte. Die beiden Versammlungen bilden zusammen den Kontinentalkongress, der als erste De-facto-Regierung der Vereinigten Staaten agierte. Der Erste Kontinentalkongress tagte in Philadelphia und hatte 56 Mitglieder, die alle Kolonien außer Georgia vertraten.

## Hintergrund
Wie der Stamp Act Congress, in dem sich amerikanische Kolonisten zum Widerstand gegen den Stamp Act versammelten, war der Anlass für den Ersten Kontinentalkongress die Reaktion auf die Intolerable Acts der britischen Krone. Der Kongress wurde mithilfe der Korrespondenzkomitees geplant, als Tagungsort wurde aufgrund der zentralen Lage und der führenden Bedeutung der Stadt in der amerikanischen Unabhängigkeitsbewegung Carpenters' Hall in Philadelphia gewählt.

## Versammlung

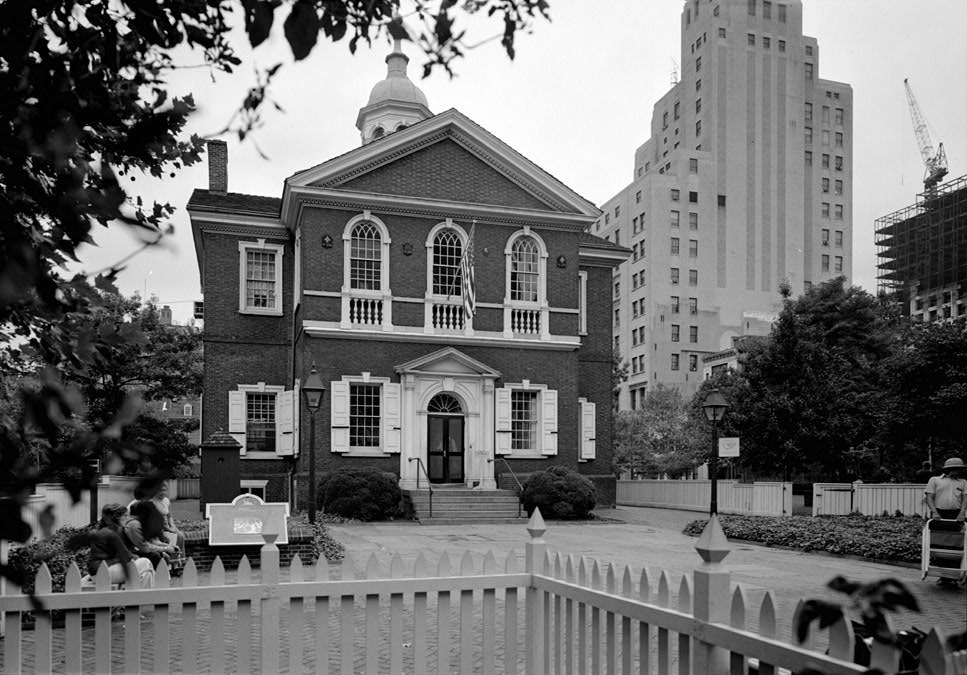
Carpenters’ Hall

Der Kongress tagte vom 5. September 1774 bis zum 26. Oktober 1774. Vom 5. September bis zum 21. Oktober leitete Peyton Randolph die Sitzung. Henry Middleton übernahm für die letzten fünf Tage das Amt des Präsidenten des Kontinentalkongresses. Charles Thomson, Anführer der in Philadelphia ansässigen Söhne der Freiheit, wurde zum Sekretär des Kongresses gewählt und war damit für die schriftliche Aufzeichnung aller Sitzungen verantwortlich.
Während seiner Tagungszeit erreichte der Kongress zwei wesentliche Erfolge. Der erste war der Entwurf der Assoziationsartikel am 20. Oktober 1774. Mit den Artikeln verpflichteten sich die Kolonien gemeinsam, ab 1. Dezember 1774 britische Waren zu boykottieren. Infolgedessen sank die Gesamtmenge der Einfuhren aus Großbritannien 1775 um 97 Prozent. Sollten die Intolerable Acts nicht aufgehoben werden, so würden die Kolonien nach dem 10. September 1775 an Großbritannien keine Waren mehr liefern.
Der zweite Erfolg des Kongresses war die Vorbereitung des Zweiten Kontinentalkongresses, der sich am 10. Mai 1775 versammeln sollte. Neben den Kolonien, die bereits am Ersten Kontinentalkongress teilgenommen hatten, wurden auch Québec, Saint John’s Island, Nova Scotia, Georgia, Ostflorida und Westflorida eingeladen, sich zu beteiligen. Keine der angeschriebenen Kolonien entsandte zu Beginn des Zweiten Kontinentalkongresses Delegierte, Georgia nahm aber ab dem folgenden Juli teil.

## Kolonien und Delegierte
| New Hampshire Colony - Nathaniel Folsom - John Sullivan Province of Massachusetts Bay - John Adams - Samuel Adams - Thomas Cushing - Robert Treat Paine Colony of Rhode Island and Providence Plantations - Stephen Hopkins - Samuel Ward Colony of Connecticut - Silas Deane - Eliphalet Dyer - Roger Sherman Province of New York - Stadt und County Albany, Stadt und County New York, Dutchess County und Westchester County - John Alsop - James Duane - John Jay - Philip Livingston - Isaac Low - Kings County - Simon Boerum - Orange County - John Haring - Henry Wisner - Suffolk County - William Floyd Province of New Jersey - Stephen Crane - John De Hart - James Kinsey - William Livingston - Richard Smith | Province of Pennsylvania - Edward Biddle - John Dickinson - Joseph Galloway - Charles Humphreys - Thomas Mifflin - John Morton - Samuel Rhoads - George Ross New Castle, Kent, and Sussex, on Delaware - Thomas McKean - George Read - Caesar Rodney Province of Maryland - Samuel Chase - Robert Goldsborough - Thomas Johnson - William Paca - Matthew Tilghman Colony and Dominion of Virginia - Richard Bland - Benjamin Harrison V - Patrick Henry - Richard Henry Lee - Edmund Pendleton - Peyton Randolph - George Washington Province of North Carolina - Richard Caswell - Joseph Hewes - William Hooper Province of South Carolina - Christopher Gadsden - Thomas Lynch Jr. - Henry Middleton - Edward Rutledge - John Rutledge |